# Graphe de groupes
En théorie géométrique des groupes, un graphe de groupes est une famille de groupes, indexée par les arêtes et les sommets d'un graphe, et munie de morphismes injectifs des groupes d'arêtes dans les groupes de sommets. Le groupe fondamental d'un graphe de groupes connexe fini agit sur un arbre, et l'on peut reconstituer le graphe de groupes à partir de l'espace des orbites et des groupes d'isotropie de cette action : c'est la théorie de Bass-Serre (en), due à Hyman Bass et Jean-Pierre Serre.

## Définition
Un graphe de groupes sur un graphe non orienté connexe (non nécessairement simple) est la donnée d'un groupe {\displaystyle G_{s}} pour chaque sommet {\displaystyle s} et, pour chaque arête {\displaystyle a}, d'un groupe {\displaystyle G_{a}} et de deux morphismes injectifs, de {\displaystyle G_{a}} dans {\displaystyle G_{s}} et {\displaystyle G_{s'}} si {\displaystyle s} et {\displaystyle s'} sont les deux extrémités de {\displaystyle a}.
Plus formellement et avec les notations de Serre, un graphe {\displaystyle Y} est constitué d'un ensemble {\displaystyle S} de sommets, d'un ensemble {\displaystyle A} d'arêtes, d'une involution « arête opposée » : {\displaystyle A\to A,a\mapsto {\bar {a}}} telle que {\displaystyle {\bar {a}}\neq a} et d'une application « origine » : {\displaystyle A\to S,a\mapsto o(a)}. Un graphe de groupes {\displaystyle G} sur ce graphe {\displaystyle Y} est alors la donnée d'un groupe {\displaystyle G_{s}} pour chaque élément {\displaystyle s} de {\displaystyle S} et, pour chaque élément {\displaystyle a} de {\displaystyle A}, d'un groupe {\displaystyle G_{a}=G_{\bar {a}}} et d'un morphisme injectif {\displaystyle \varphi _{a}:G_{a}\to G_{o(a)}}.

## Groupe fondamental
Soit {\displaystyle T} un arbre couvrant pour le graphe {\displaystyle Y}. Le groupe fondamental {\displaystyle \Gamma } du graphe de groupes {\displaystyle G} sur {\displaystyle Y} est le groupe défini par :
- {\displaystyle \Gamma } est engendré par les groupes de sommets {\displaystyle G_{s}} et un générateur {\displaystyle a} par arête;
- {\displaystyle {\bar {a}}=a^{-1}} pour toute arête {\displaystyle a};
- {\displaystyle a\varphi _{a}(x)a^{-1}=\varphi _{\bar {a}}(x)} pour toute arête  {\displaystyle a} et tout élément {\displaystyle x} de {\displaystyle G_{a}};
- toute arête de {\displaystyle T} est égale au neutre.

On démontre que cette définition ne dépend pas du choix de {\displaystyle T}.
On peut avantageusement définir plutôt le groupoïde fondamental de {\displaystyle G}, car il ne dépend pas d'un point de base ni d'un arbre. De plus, ses éléments possèdent une forme normale agréable, généralisant les cas d'un produit libre amalgamé ou d'une extension HNN.

## Théorème de structure
Soient {\displaystyle Y}, {\displaystyle G}, {\displaystyle T}, {\displaystyle \Gamma } comme ci-dessus. On identifie les groupes de sommets et d'arêtes à leurs images dans {\displaystyle \Gamma }. On peut alors définir un graphe dont l'ensemble de sommets (resp. des arêtes) est l'union disjointe de tous les ensembles quotients {\displaystyle \Gamma /G_{s}} (resp. {\displaystyle \Gamma /G_{a}}). Ce graphe est un arbre, appelé l'« arbre revêtement universel », sur lequel {\displaystyle \Gamma } agit avec {\displaystyle Y} comme domaine fondamental. On retrouve {\displaystyle G} comme le graphe de groupes donné par les sous-groupes stabilisateurs sur ce domaine fondamental.

## Exemples
- Un graphe de groupes sur un graphe à une arête et deux sommets correspond à un produit libre amalgamé.
- Un graphe de groupes sur un graphe à un seul sommet et une arête qui boucle sur ce sommet correspond à une extension HNN.

## Généralisations
La généralisation la plus simple de la notion de graphe de groupes est celle de complexe de groupes de dimension 2. Les prototypes sont les orbifolds issus d'une action proprement discontinue et cocompacte d'un groupe discret sur un complexe simplicial de dimension 2 ayant la structure d'un espace CAT(0), c'est-à-dire d'un espace de Hadamard (en). Le quotient pour cette action comporte un stabilisateur fini pour chaque sommet, chaque arête et chaque triangle, ainsi qu'un morphisme injectif pour chaque inclusion de simplexes. Un complexe de groupes de dimension 2 est dit développable s'il peut être obtenu de cette façon. C'est une condition de courbure négative, donc locale : elle est vérifiée si tous les cycles qui apparaissent dans les links (en) de sommets sont de longueur au moins 6. Ce type de complexe est apparu initialement dans la théorie des immeubles de Bruhat-Tits de dimension 2 ; leur définition générale et la poursuite de leur étude ont été inspirées par les idées de Gromov.